# Cenzura v Bělorusku
Bělorusko patří mezi poslední státy v Evropě, kde se vyskytuje cenzura. V roce 2023 podepsal prezident Lukašenko zákon o zákazu zahraničních médií, která jsou považována za nepřátelská. K tomuto kroku došlo krátce poté, co ruský cenzurní úřad Roskomnadzor zablokoval webové stránky médií spojených se šéfem ruských žoldnéřů Jevgenijem Prigožinem. Bělorusko je silně spojeno s Ruskem, a proto seznam zakázaných zahraničních stránek vypadá téměř identicky.

## Jednotlivé případy

### Pavel Suchorukov
Pavel Suchorukov byl běloruský šéfredaktor, který stál v čele běloruských novin Zvjazda. Ve čtvrtek 13. srpna 2020 redaktoři Zvjazdy vydali veřejné prohlášení, ve kterém vyzvali k respektování novinářů popisujících dění a plnících tak své pracovní povinnosti. "Vyzýváme vás, abyste nepoužívali sílu proti těm, kteří vyjádří svůj názor, a abyste nejednali agresivně, ať už stojíte na kterékoli straně. Vyzýváme všechny, aby respektovali zákon, ale především lidskou důstojnost," stálo v prohlášení.
V pondělí 17. srpna oznámil redakční tým vedení, že chce souhrnně objasnit události v zemi. Poté se do redakce dostavil ministr informací Igor Luckyj a po něm hlavní vedoucí ideologického oddělení prezidentské administrativy Olga Špilevská. Podle redaktorů jim Špilevská oznámila, že "pokud se někomu nelíbí porušování článků čtyři a šest zákona o sdělovacích prostředcích Běloruské republiky, může si napsat výpověď". Článek čtyři se zabývá "základními principy fungování sdělovacích prostředků" v Bělorusku a zavazuje je k názorové rozmanitosti ("média poskytují svobodnou možnost vyjádření a šíření různých názorů a mínění ve společnosti"), článek šest uvádí, že "monopolizace sdělovacích prostředků státními orgány, politickými stranami, jinými veřejnými sdruženími či právnickými nebo fyzickými osobami není přípustná".
Podle dalších svědectví si v úterý 18. srpna oba zástupce šéfredaktora zavolala úřednice ministerstva informací Naděžda Bělskaja a oznámila jim, že šéfredaktor Pavel Suchorukov byl odvolán. Redakce svolala schůzi, na které Suchorukov oznámil, že zůstává šéfredaktorem. Přesto se objevovaly zvěsti, že novým šéfredaktorem má být Karljukjevič. Téhož dne zaměstnanci deníku Zvjazda oznámili, že ve čtvrtek 20. srpna zahájí stávku a zveřejnili své požadavky, zejména zastavení cenzury a ukončení pokusů vládních úřadů ovlivňovat obsah novin.
O den později se však situace ve vydavatelství Zvjazda změnila a bylo zřejmé, že stávka se neuskuteční. Nepodařilo se shromáždit potřebných 51 procent podpisů od zaměstnanců na její podporu. Získali jich asi 75, ale potřebovali alespoň 89. Alexandr Karljukjevič již Zvjazdu řídil v letech 2011 až 2017, poté působil na ministerstvu informací, nejdříve jako náměstek a poté jako ministr. Ve funkci šéfredaktora Zvjazdy ho v roce 2017 vystřídal Pavel Suchorukov.
Pavel Suchorukov nakonec v roce 2020 z šéfredaktora funkce odstoupil. Podle běloruských zdrojů se k tomuto kroku rozhodl sám pod vlivem událostí posledních dnů v redakci.[zdroj?]